# Günter Hager
Günter Hager (* 16. September 1943 in Abtsdorf; † 19. Februar 2017 in Freiburg im Breisgau) war ein deutscher Rechtswissenschaftler.

## Leben
Günter Hager studierte ab 1964 Rechtswissenschaften an der Universität München, wechselte später aber an die Universität Freiburg, wo er 1968 sein Erstes Juristisches Staatsexamen ablegte. Nach seinem Zweiten Staatsexamen 1971 arbeitete er am Freiburger Lehrstuhl Ernst von Caemmerers. Dort promovierte er 1974 zum Dr. iur. Nach vier weiteren Jahren als Caemmerers Assistent schloss Günter Hager 1978 seine Habilitation ab und erhielt die Venia legendi für die Fächer Bürgerliches Recht, Handelsrecht, Rechtsvergleichung und Internationales Privatrecht.
Anschließend arbeitete Günter Hager 1979 kurzzeitig als Wissenschaftlicher Rat und Professor an der Universität zu Köln. 1980 folgte er dem Ruf an die Universität Marburg, die er 1992 zugunsten eines Lehrstuhls an der Universität Jena wieder verließ. 1995 folgte Hager einem Ruf an die Universität Freiburg. Dort hatte er bis zu seiner Emeritierung 2011 einen zivilrechtlich-rechtsvergleichenden Lehrstuhl inne und war gleichzeitig Direktor des dortigen Instituts für Ausländisches und Internationales Privatrecht, Abteilung I. Außerdem hatte Günter Hager Gastprofessuren unter anderem an den Universitäten Houston, Straßburg, Poitiers und Nanjing inne. Nachfolgerin auf seinem Freiburger Lehrstuhl wurde Sonja Meier. Zu seinen Schülern gehören Florian Asche und Felix Maultzsch.

## Wirken
Günter Hagers Publikationen konzentrieren sich auf das deutsche Bürgerliche Recht und das Internationale Privatrecht. Ein Schwerpunkt liegt hier bei beiden Rechtsgebieten auf dem Kaufrecht, was insbesondere bereits durch seine Dissertation, seine Habilitationsschrift und auch durch Hagers Kommentierungen im von Peter Schlechtriem und Ingeborg Schwenzer herausgegebenen Kommentar zum UN-Kaufrecht deutlich wird.
Nach seiner Emeritierung befasste sich Günter Hager zunehmend mit Fragen der Ethik und des Umwelt- und Naturschutzes. Er begann ein Theologiestudium an der Katholischen Akademie Freiburg und veröffentlichte auf der Internet-Plattform JOSHA, zu deren Herausgebern er gehörte, unter anderem einen Aufsatz über die Umweltenzyklika „laudato si“ von Papst Franziskus aus rechtlicher Sicht und eine Kommentierung des Urteils des Oberverwaltungsgerichts NRW zur Praxis der Tötung männlicher Küken, die er als unrechtmäßig bezeichnete. Ein Schwerpunkt Hagers lag bei der Erforschung des vernünftigen Grundes im Sinne des Tierschutzgesetzes.

## Veröffentlichungen (Auswahl)
- Die Rechtsbehelfe des Verkäufers wegen Nichtabnahme der Ware nach amerikanischem, deutschem und Einheitlichem Haager Kaufrecht. Metzner, Frankfurt am Main 1975, ISBN 3-7875-0171-1 (Dissertation).
- Die Gefahrtragung beim Kauf. Eine rechtsvergleichende Untersuchung. Metzner, Frankfurt am Main 1982, ISBN 3-7875-0194-0 (Habilitationsschrift).
- Konflikt und Konsens - Überlegungen zu Sinn, Erscheinung und Ordnung der alternativen Streitschlichtung. Mohr Siebeck, Tübingen 2001, ISBN 978-3-16-147455-2.
- Rechtsmethoden in Europa. Mohr Siebeck, Tübingen 2009, ISBN 978-3-16-149841-1.
- Die Strukturen des Privatrechts in Europa - Eine rechtsvergleichende Studie. Mohr Siebeck, Tübingen 2012, ISBN 978-3-16-152079-2.
- Das Tier in Ethik und Recht. Mohr Siebeck, Tübingen 2015, ISBN 978-3-16-153791-2.